# Husycka Górka
Husycka Górka (niem. Mordgrundhübel, 770 m n.p.m.) – szczyt w Karkonoszach, w obrębie Karkonoskiego Padołu Śródgórskiego.
Wzniesienie znajduje się we wschodniej części Karkonoskiego Padołu Śródgórskiego, w Karpaczu, pomiędzy Karpaczem Górnym a Płóczkami. Od zachodu i północy opływa je Dziki Potok. Na południu łączy się z Saneczkową.
Zbudowane z granitu karkonoskiego.